# Munaci (conspirador)
Munaci (en llatí Munatius) va ser un dels participants de la conspiració de Catilina.
Era un dels conspiradors que es va quedar a Roma quan el cap principal, Catilina, se'n va anar a Etrúria on poc després va iniciar la revolució militar que va acabar amb la seva derrota. Ciceró, la principal victima dels conspiradors, el critica molt severament, parlant de la insignificança i poca honorabilitat d'aquest Munaci.